# Ароа Родрігес
Ароа Родрігес (ісп. Aroa Rodríguez; нар. 12 лютого 1996, Ібіса, Іспанія) — іспанська театральна та кіноакторка.

## Біографія
Ароа Родрігес народилася 12 лютого 1996 року на Ібісі. Закінчила Школу драматичного мистецтва (Севілья) (2017).

## Телебачення
- Рани (2022)
- Одиниця (2022)[3][4]